# Тронинская
Тронинская — деревня в Шенкурском районе Архангельской области. Входит в состав муниципального образования «Усть-Паденьгское».

## География
Деревня расположена в южной части Архангельской области, в таёжной зоне, в пределах северной части Русской равнины, в 47 километрах на юг от города Шенкурска, на правом берегу реки Шереньга, притока Ваги. Ближайшие населённые пункты: на западе деревня Рохмачевская, на востоке деревня Горская.
Часовой пояс
Тронинская, как и вся Архангельская область, находится в часовой зоне МСК (московское время). Смещение применяемого времени относительно UTC составляет +3:00.

## Население
| 2002 | 2010 | 2012 |
| ---- | ---- | ---- |
| 58   | ↘39  | →39  |

## История
У деревни Тронинской находилилась каменная церковь 1809 года постройки, а также деревянная часовня, в честь Усекновения главы Иоанна Предтечи. Оба храма были разрушены в советское время.
В «Списке населенных мест Архангельской губернии к 1905 году» деревня Тропинская насчитывает 15 дворов, 53 мужчины и 54 женщины.  В административном отношении деревня входила в состав Шеренгского сельского общества Устьпаденгской волости.
1 января 1917 года деревни, расположеные по реке Шереньге, были выделены в Шеренгскую волость.
На 1 мая 1922 года в поселении 24 двора, 46 мужчин и 61 женщина.